# 에르베 르나르
에르베 르나르(프랑스어: Hervé Renard, 1968년 9월 30일 ~ )는 프랑스의 전 축구 선수 출신 현 축구 지도자로 선수 시절 포지션은 수비수였으며 현재 사우디아라비아 축구 국가대표팀 사령탑을 맡고 있다.

## 선수 시절
1968년 프랑스 엑스레뱅 출생으로 1993년 AS 칸에 입단하며 프로에 입문한 후 프로 통산 215경기에서 3골을 뽑아냈고 특히 1991년부터 1997년까지 스타드 드 발로리에서 105경기를 소화하면서 리그 최다 출장수 기록을 남겼고 1998년 SC 드라기냥을 끝으로 선수 생활을 마감했다.

## 지도자 경력

### 클럽
선수 은퇴 후 1999년 자신의 선수 시절 마지막 프로팀인 드라기냥 감독으로 지도자 생활을 시작했고 이후 케임브리지 유나이티드(잉글랜드), 남딘 FC(베트남), AS 칸, 셰부르 풋볼(이상 프랑스), USM 알제(알제리), 소쇼-몽벨리아르, 릴 OSC(이상 프랑스) 등의 프로팀을 이끌었으나 이렇다할 성적을 내지 못했다.

### 국가대표팀
2008년 잠비아 축구 국가대표팀의 사령탑으로 선임되며 처음으로 국가대표팀 감독을 맡은 이후 잠비아의 2012년 아프리카 네이션스컵 우승, 2013년 COSAFA컵 우승을 이끌었고 2010년에는 잠시 앙골라 축구 국가대표팀의 감독을 맡기도 했으며 2014년 코트디부아르 축구 국가대표팀의 감독으로 선임되어 이듬해인 2015년 아프리카 네이션스컵에서 코트디부아르의 23년만의 아프리카 네이션스컵 우승을 지휘했다.
그리고 2016년 모로코 축구 국가대표팀의 사령탑으로 선임되어 모로코의 2017년 아프리카 네이션스컵 8강과 20년만의 월드컵 본선 진출을 이끌었으나 2019년 아프리카 네이션스컵 16강에서 탈락한 이후 3년간 이끌던 모로코 감독직에서 물러났고 후임으로 바히드 할릴호지치 전 일본 축구 국가대표팀 감독이 모로코의 감독직을 맡게 되었으며 이후 2019년 7월 30일 사우디아라비아 축구 국가대표팀의 사령탑으로 선임되었다.
그 후 2022년 FIFA 월드컵 아시아 지역 최종 예선에서 7승 2무 1패·B조 1위로 사우디의 2회 연속 월드컵 본선 진출을 이끌었고 이후 2022년 FIFA 월드컵 C조 조별리그 1차전에서 2021년 코파 아메리카 챔피언이자 훗날 3번째 우승을 달성하게 되는 거함 아르헨티나를 2-1로 물리치는 대이변을 일으키며 아르헨티나를 잡아낸 최초의 아시아 축구 국가대표팀 사령탑이라는 새로운 이정표를 만들었으며 비록 팀은 2차전과 3차전에서 폴란드와 멕시코에게 연달아 패하며 28년만의 16강 진출은 무산되었지만 멕시코의 8회 연속 월드컵 16강 진출을 저지시키는 등 사우디의 전력을 안정화시킨 지도력을 이 대회에서 확실히 입증했다.
그리고 2023년 3월 29일 사우디아라비아 축구 연맹과의 불화로 인해 사우디 대표팀 감독직에서 물러난 뒤 다음날 프랑스 여자 축구 국가대표팀의 사령탑으로 선임되었고 같은 해 4월 7일 콜롬비아와의 친선 경기에서 프랑스 여자 대표팀 감독 데뷔전을 치렀다.
2023년 6월 여자 월드컵에 출전했으나 8강에서 승부차기로 탈락했다.
2024년 1월, 아프리카 네이션스컵 대회 도중 코트디부아르가 임시 감독으로 노렸으나 FFF에 의해 무산되었다.

## 여담
아내는 故 브루노 메추의 미망인이었다. 외조부모는 폴란드 계이다.

## 수상

### 지도자

#### 잠비아
- 아프리카 네이션스컵 : 우승 (2012)
- COSAFA컵 : 우승 (2013)

#### 코트디부아르
- 아프리카 네이션스컵 : 우승 (2015)

### 개인
- CAF 올해의 감독 : 2012, 2015, 2018